# Elijah Mitrou-Long
Elijah Isa Mitrou-Long (Mississauga, Ontario; 15 de diciembre de 1996) es un baloncestista canadiense naturalizado griego que pertenece a la plantilla del Aris BC de la A1 Ethniki griega. Con 1,85 metros de estatura, juega en la posición de base. Es hermano del también jugador profesional Naz Mitrou-Long.

## Trayectoria deportiva

### Universidad
Jugó dos temporadas con los Mountaineers de la Universidad Mount St. Mary's, en las que promedió 10,7 puntos, 4,0 rebotes, 3,2 asistencias y 1,3 robos de balón por partido. En 2017 fue incluido en el mejor quinteto de la Northeast Conference.
Al término de su segunda temporada, fue transferido a los Longhorns de la Universidad de Texas, donde, tras pasar un año en blanco debido a la normativa de la NCAA, jugó una temporada, promediando 5,6 puntos y 2,2 rebotes por partido.
Tras graduarse, tuvo la oportunidad de jugar una temporada más en el baloncesto universitario, y eligió para este último año los Runnin' Rebels de la Universidad de Nevada, Las Vegas. Recuperó la titularidad, y acabó promediando 12,6 puntos y 3,4 rebotes por encuentro.

### Profesional
El 29 de julio de 2020 firmó su primer contrato profesional con el P.A.O.K. BC de la A1 Ethniki griega.
En la temporada 2021-22, firma por el BC Levski Sofia de la Liga de Baloncesto de Bulgaria.
El 9 de enero de 2022, firma por el AS Apollon Patras de la A1 Ethniki griega.
El 6 de noviembre de 2022, firma por el firma con Aris BC de la A1 Ethniki griega.
El 16 de junio de 2023 firmó con el Peristeri BC.
El 20 de julio de 2024 fichó por el Hapoel Holon B.C. de la Ligat ha'Al israelí. El 18 de febrero de 2025 fichó hasta final de temporada por el  Pallacanestro Varese de la Lega Basket Serie A italiana.
El 11 de agosto de 2025 firmó contrato por dos temporadas con el Aris BC de la A1 Ethniki griega, equipo al que regresa para una segunda etapa.